# قنات روستوکینو

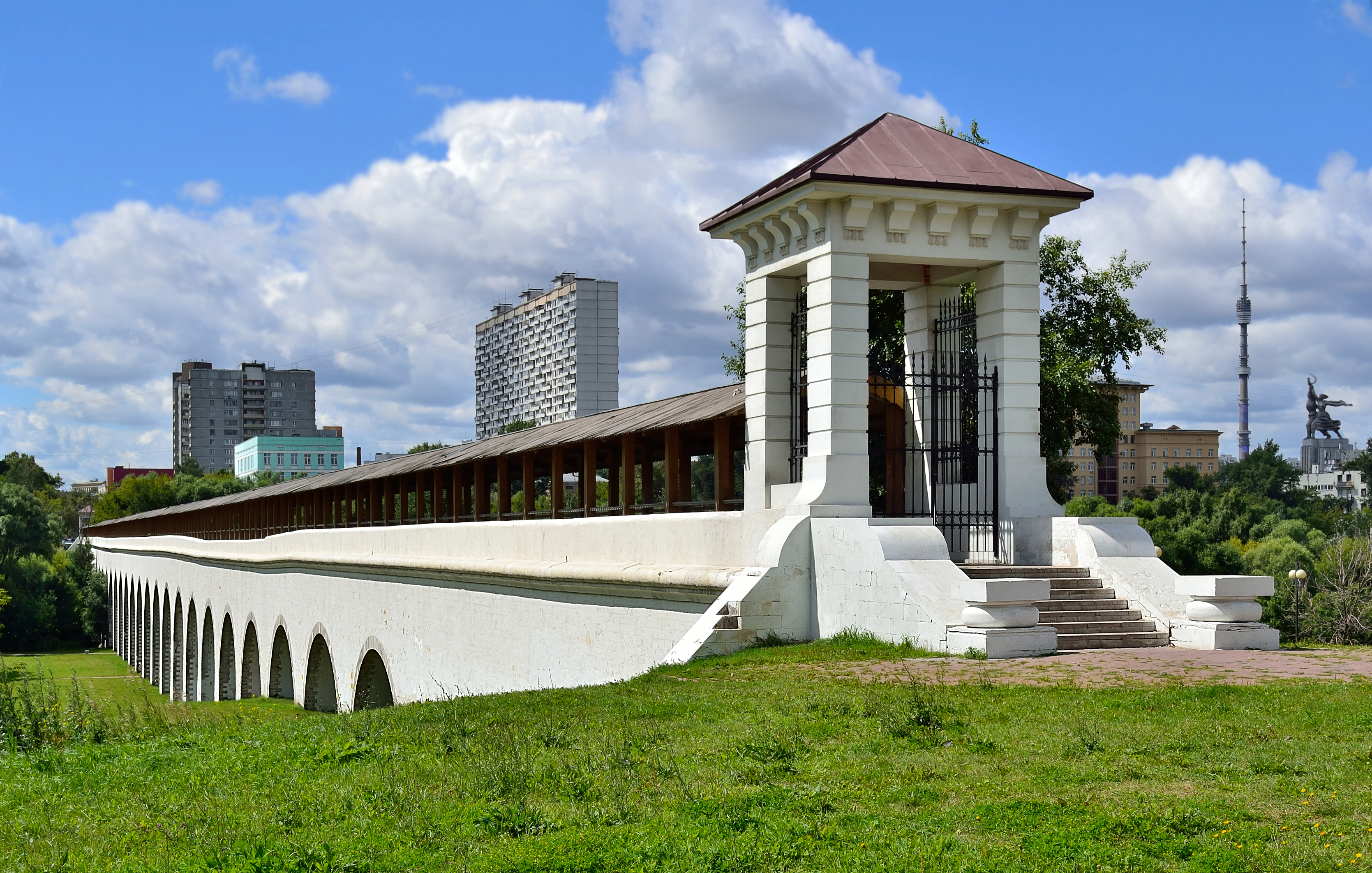
قنات روستوکینو

قنات روستوکینو که با نام پل میلیونی نیز شناخته می‌شود، یک قنات سنگی تاریخی است که بر روی رودخانه یاوزا در منطقهٔ روستوکینو شهر مسکو، روسیه قرار دارد. ساخت این قنات در فاصلهٔ سال‌های ۱۷۸۰ تا ۱۸۰۴ انجام شد و هدف از احداث آن، انتقال آب از منابع طبیعی اطراف به مناطق مرکزی شهر بود. این قنات بخشی از شبکهٔ آبرسانی میتیشچی محسوب می‌شد که نخستین تأسیسات آب‌رسانی متمرکز در مسکو به‌شمار می‌رفت. طراحی و ساخت آن تحت نظارت مهندسان آن دوران انجام شد و از مصالحی مانند سنگ و آجر بهره گرفته شد. امروزه، قنات روستوکینو تنها سازهٔ باقی‌مانده از این سامانهٔ آبرسانی تاریخی است و به‌عنوان یکی از آثار مهندسی در قرن هجدهم در روسیه شناخته می‌شود.

## تاریخچه
این کانال به دستور کاترین دوم روسیه برای مهندسی فریدریش ویلهلم باوئر ساخته شد. کاترین هزینه ۱٫۱ میلیون روبل و ۴۰۰ سرباز را تصویب کرد. سازندگان از سنگ‌های دست دوم باقی مانده از تخریب استحکامات بِلی گورود استفاده کردند. ساخت و ساز، که مرتباً متوقف می‌شد، به مدت ۲۵ سال به طول انجامید، زیرا مهندسان سرباز برای جنگ با ترکیه (۱۷۸۷–۱۷۹۲) و کارهای مختلف دیگر احضار شدند. در این فرایند، کاترین و باوئر هر دو درگذشتند. سرهنگ ایوان جرارد پس از مرگ باوئر در سال ۱۷۸۳ رهبری این پروژه را بر عهده گرفت. پسر کاترین، پاول اول، مجبور شد ۴۰۰۰۰۰ روبل تأمین مالی کند؛ الکساندر اول ۲۰۰۰۰۰ روبل به آن اضافه کرد. در نهایت، این کانال با هزینه بی‌سابقه ۲ میلیون روبل تکمیل شد، به همین دلیل پل میلیونی نامیده شد.

## مشخصات
طول کل ۳۵۶ متر (۱٬۱۶۸ فوت) است، ارتفاع از سطح رودخانه یاوزا ۱۹ متر (۶۲ فوت). ۲۱ طاق وجود دارد که هر کدام ۸٫۵ متر (۲۸ فوت) دهانه دارند. . کانال آب با مصالح بنایی اولیه ۰٫۹ متر (۲ فوت ۱۱ اینچ) عرض و ۱٫۲ متر (۳ فوت ۱۱ اینچ) ارتفاع در دهه ۱۸۵۰ با لوله آهنی جایگزین شد.
آب به‌طور طبیعی از طریق یک کانال بنایی ۲۰ کیلومتری به سیستمی از شیرهای آب فواره‌ای جریان می‌یافت؛ در سال ۱۸۹۲، این سیستم با ساخت پمپ‌ها و مخازن آب در شهر ارتقا یافت. آبرسانی میتیشچی در سال ۱۹۳۷ بسته شد، زمانی که یک آبرسانی بهتر، بخشی از پروژه کانال مسکو، تکمیل شد.

## پارک آکوداکت
بین سال‌های ۲۰۰۴ تا ۲۰۰۷، این قنات تحت مرمت قرار گرفت و به یک پل عابر پیاده تبدیل شد. متخصصان یک لوله اصلی گرمایش را برداشتند، نرده‌ها و یک سقف تزئینی نصب کردند و نورپردازی معماری به آن افزودند. در اطراف این بنای معماری، پارکی با مسیرهای راحت و نیمکت ایجاد شد.
در سال ۲۰۱۳، پل و مناطق اطراف آن به مدیریت پارک سوکولنیکی منتقل شد. «پارک قنات» به‌طور منظم میزبان جشنواره‌ها و رویدادهای جشن، از جشن‌های کریسمس گرفته تا نمایش‌های چندرسانه‌ای است. گالری قنات در آخر هفته‌ها و تعطیلات رسمی برای بازدیدکنندگان باز است. در مارس ۲۰۱۸، برنامه‌هایی برای بهبود بیشتر پارک اعلام شد. بعداً در همان سال، پارک قنات از پارک سوکولنیکی به مدیریت دفتر نگهداری مسکن منطقه روستوکینو منتقل شد.

## قنات ایچکا (تخریب شده)
یک قنات کوچک‌تر و تک‌دهانه بر روی رودخانه ایچکا در طول نوسازی سیستم میتیشچی در سال‌های ۱۸۸۸ تا ۱۸۹۲ ساخته شد. این قنات در سال ۱۹۹۷ برای ساخت بزرگراه مکد تخریب شد.